# Estefano Rodríguez
Estefano Rodríguez Rivera (* 2 de abril de 1962 en Guadalajara, Jalisco, México) es un futbolista mexicano retirado que jugaba en la posición de portero. Jugó para el Club Deportivo Guadalajara y Leones Negros de la Universidad de Guadalajara. Es hermano del también portero Gilberto Rodríguez, quien también defendíó los colores del Guadalajara. Es tío de Jose de Jesús Corona, medallista olímpico. 
Se formó en las fuerzas básicas del Club Deportivo Guadalajara, se inició a los 12 años de edad en el equipo Migajas del club, después continuó participando en distintas categorías hasta llegar al equipo del Torneo Nacional de Reservas dirigido por "Chuco" Ponce en 1979. En 1981 pasa a reforzar al Club Deportivo Tapatío.
Para la temporada 1982-83 se integra al primer equipo del Guadalajara como tercer portero.
Debutó el 26 de mayo de 1983 en un partido contra el Puebla, donde ganó el Guadalajara por marcador de 2-1. Su debut se dio por la suspensión del Zully Ledesma y la lesión de Celestino Morales. Con el Guadalajara fue campeón de liga en la temporada 1986-87.
Para la temporada 1989-90 pasa a los Leones Negros de la Universidad de Guadalajara donde logra un subcampeonato de liga. Para la siguiente temporada fue prestado al Correcaminos de la UAT y regresa al Guadalajara terminando la temporada, para ser puesto transferible una vez más en 1991. Permaneció en la institución rojiblanca hasta 1993.